# Loopy Godínez
Loopy Godínez (Aguascalientes, 6 de setembro de 1993) é uma lutadora mexicana de artes marciais mistas que compete na divisão peso palha do Ultimate Fighting Championship.

## Carreira no MMA

### Ultimate Fighting Championship
Godínez estreou no UFC contra Jessica Penne em 17 de abril de 2021 no UFC on ESPN: Whittaker vs. Gastelum. Ele perdeu a luta por decisão dividida. 11 das 17 pontuações da mídia foram dadas a Godinez.
Ela era esperada para enfrentar Sarah Alpar em 22 de maio de 2021 no UFC Fight Night: Font vs. Garbrandt. A luta foi totalmente cancelada um dia depois devido a problemas de visto.
Ela era esperada para enfrentar Sam Hughes em 8 de outubro de 2021 no UFC Fight Night: Dern vs. Rodriguez, mas essa luta não foi acertada devido à contratação de Hughes pelo COVID-19. Godínez teve que enfrentar a estreante Silvana Gómez Juárez, derrotando-a por finalização no primeiro round. A luta foi premiada como Luta da Noite.
No dia 16 de outubro de 2021, Godínez enfrentou Luana Carolina no UFC Fight Night: Ladd vs. Dumont. Embora não tenha conquistado a vitória, estabeleceu o recorde da volta mais rápida da história do UFC, com apenas sete dias.
Godínez enfrentou Loma Lookboonmee em 20 de novembro de 2021 no UFC Fight Night: Vieira vs. Tate. Ele venceu a luta por decisão unânime.
No dia 7 de maio de 2022, participou de sua primeira luta numerada no UFC 274, enfrentando Ariana Carnelossi. Ele venceu a luta por decisão unânime.
Godínez enfrentou Angela Hill em 13 de agosto de 2022 no UFC on ESPN: Vera vs. Cruzar. Ele perdeu a luta por decisão unânime.
Godínez enfrentou Cynthia Calvillo no dia 8 de abril de 2023 no UFC 287. Ela venceu a luta por decisão dividida.
Um mês depois da luta recente, Godínez estava escalado para enfrentar Emily Ducote como substituta de Polyana Viana. A luta aconteceu no dia 29 de maio no UFC Fight Night: Dern vs. Hill e ela venceram a luta por decisão unânime.
Godínez enfrentou Elise Reed em 16 de setembro de 2023 no UFC Fight Night: Grasso vs. Shevchenko 2. Venceu a luta por finalização, vitória que lhe rendeu o prêmio de Performance da Noite.
A próxima rival seria Tabatha Ricci, as duas se enfrentando no dia 11 de novembro de 2023 no UFC 295. Godínez venceu por decisão dividida e se tornou a primeira mulher a vencer 4 lutas no UFC em um ano civil.

## Campeonatos e realizações

### Artes marciais mistas
- Ultimate Fighting Championship
  - Performance da Noite (duas vezes)
- Legacy Fighting Alliance
  - Campeã Peso Palha do LFA (Uma vez)

## Carte no MMA
| Cartel no MMA   |             |            |
| 16 lutas        | 12 vitórias | 4 derrotas |
| Por nocaute     | 1           | 0          |
| Por finalização | 2           | 0          |
| Por decisão     | 9           | 4          |

| Res.    | Cartel | Oponente             | Método                       | Evento                                   | Data       | Round | Tempo | Local                      | Notas                                         |
| ------- | ------ | -------------------- | ---------------------------- | ---------------------------------------- | ---------- | ----- | ----- | -------------------------- | --------------------------------------------- |
| Derrota | 12-4   | Virna Jandiroba      | Decisão (dividida)           | UFC on ESPN: Blanchfield vs. Fiorot      | 30/03/2024 | 3     | 5:00  | Atlantic City, Nova Jérsia |                                               |
| Vitória | 12-3   | Tabatha Ricci        | Decisão (dividida)           | UFC 295                                  | 11/10/2023 | 3     | 5:00  | Nova Iorque                |                                               |
| Vitória | 11-3   | Elise Reed           | Finalização (mata leão)      | UFC Fight Night: Grasso vs. Shevchenko 2 | 16/09/2023 | 2     | 3:37  | Las Vegas                  | Performance da Noite.                         |
| Vitória | 10-3   | Emily Ducote         | Decisão (unânime)            | UFC Fight Night: Dern vs. Hill           | 20/05/2023 | 3     | 5:00  | Las Vegas                  |                                               |
| Vitória | 9-3    | Cynthia Calvillo     | Decisão (dividida)           | UFC 287                                  | 08/04/2023 | 3     | 5:00  | Miami                      |                                               |
| Derrota | 8-3    | Angela Hill          | Decisão (unânime)            | UFC on ESPN: Vera vs. Cruz               | 13/08/2022 | 3     | 5:00  | San Diego                  |                                               |
| Vitória | 8-2    | Ariane Carnelossi    | Decisão (unânime)            | UFC 274                                  | 07/05/2022 | 3     | 5:00  | Phoenix                    |                                               |
| Vitória | 7-2    | Loma Lookboonmee     | Decisão (unânime)            | UFC Fight Night: Vieira vs. Tate         | 20/11/2021 | 3     | 5:00  | Las Vegas                  |                                               |
| Derrota | 6-2    | Luana Carolina       | Decisão (unânime)            | UFC Fight Night: Ladd vs. Dumont         | 16/10/2021 | 3     | 5:00  | Las Vegas                  |                                               |
| Vitória | 6-1    | Silvana Gómez Juárez | Finalização (chave de braço) | UFC Fight Night: Dern vs. Rodriguez      | 09/10/2021 | 1     | 4:14  | Las Vegas                  | Performance da Noite.                         |
| Derrota | 5-1    | Jessica Penne        | Decisão (dividida)           | UFC on ESPN: Whittaker vs. Gastelum      | 17/04/2021 | 3     | 5:00  | Las Vegas                  |                                               |
| Vitória | 5-0    | Vanessa Demopoulos   | Decisão (maioria)            | LFA 94                                   | 30/10/2020 | 5     | 5:00  | Las Vegas                  | Ganhou o Cinturão Peso Pahla Feminino do LFA. |
| Vitória | 4-0    | Lindsay Garbatt      | Decisão (unânime)            | BTC 8: Eliminator                        | 30/11/2019 | 5     | 5:00  | Niagara Falls              |                                               |
| Vitória | 3-0    | Felisha Magallan     | Decisão (unânime)            | Combate 42: Tahoe                        | 23/08/2019 | 3     | 5:00  | Lago Tahoe                 |                                               |
| Vitória | 2-0    | Ashlee Mastin        | Nocaute Técnico (socos)      | SCL: Fight Night                         | 18/05/2019 | 1     | 2:19  | Golden                     |                                               |
| Vitória | 1-0    | Jennah Macallister   | Decisão (unânime)            | SCL: Army vs Marines 9                   | 30/06/2018 | 3     | 5:00  | Denver                     |                                               |